# Scabiosa triandra
Scabiosa triandra L. – gatunek byliny lub rośliny dwuletniej z do rodziny przewiertniowatych. Występuje w południowo-zachodniej Europie na obszarze od Półwyspu Iberyjskiego po Czechy, Węgry i Albanię na wschodzie. Jest to gatunek z grupy driakwi gołębiej (Scabiosa columbaria group).

## Morfologia
PokrójRoślina zielna pokryta krótkimi, sztywnymi włoskami.
LiścieOdziomkowe lirowate, łodygowe pojedynczo lub podwójnie pierzastosieczne, z odcinkami równowąskimi lub lancetowatymi.
KwiatyZebrane w główkowate kwiatostany barwy niebieskofioletowej. Szczecinki na kielichu są zwykle nieobecne, rzadziej są w liczbie 1–2 i są krótsze od korony.